# Paul Bourget
Paul Charles Joseph Bourget (Amiens, 1852. szeptember 2. – Párizs, 1935. december 25.) francia író, kritikus
Az irodalomtörténészek Bourget-t mint a modern pszichológiai regény úttörőjét tartják számon.
Irodalmi kritikáira rányomja bélyegét világlátása, félt a liberalizmustól, a társadalmi rend alapját pedig a monarchia és vallás eszményében vélte követendőnek.
Regényeiben a 19. század bírája lett, viszont nemcsak a rosszat, hanem a jót is láttatja.
Társadalmi kérdésekkel foglalkozó regényei a családról, a nevelésről, a generációk egymást követő hegemóniájáról szólnak.
A regényíró Bourget azonban elsősorban kritikus és szociológus, élete főműve az Essais de psychologie contemporaine, kritika-gyűjtemény.
„Az embernek úgy kell élnie, amint gondolkodik, máskülönben előbb vagy utóbb úgy fog gondolkodni, amint él.” – írta Paul Bourget, ami akár saját írói, kritikusi munkájára is vonatkozhat.

## Élete
Az apja matematikus volt, a matematika professzora Clermont-Ferrand-ban. Tanulmányait a Lycée Louis-le-Grand és az École des Hautes Études iskolákban végezte.
1872-ben kiadta az első verskötetgyűjteményét Au bord de la mer címen, melyet újabbak követtek (pl. Poésies – 1885, Les Aveux) Ezek a versek Shelley és Rossetti hatását tükrözték.

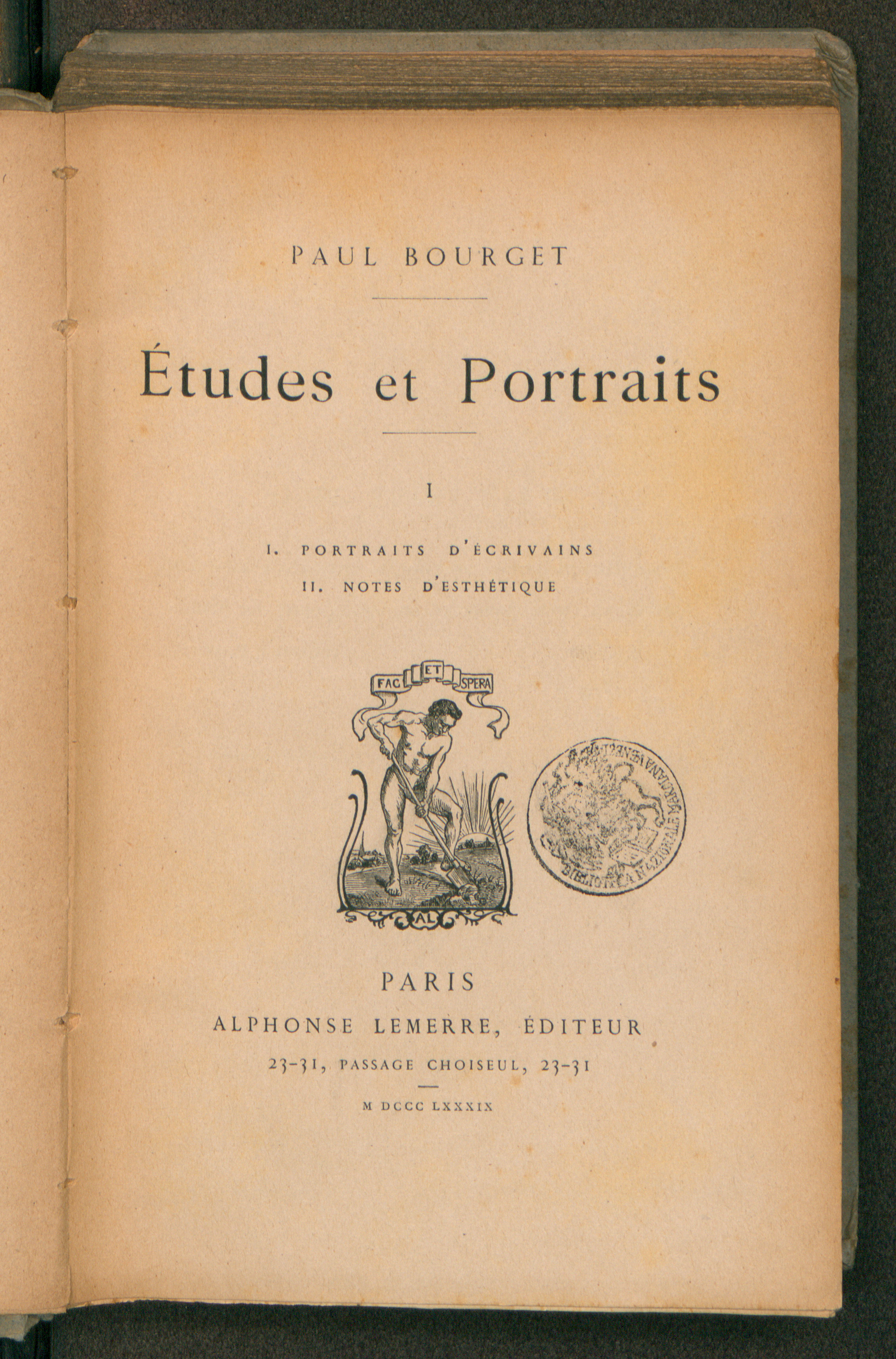
Études et portraits, 1889

1883-ban újságíró lett, ekkor jelent első írása Nouvelle Revue-ben, címe: Essais de psychologie contemporaine 
A Revue des Deux mondes, a Nouvelle Revue s egyéb folyóiratok munkatársaként jelentek meg kritikusi írásai (kötetben gyűjtve jelent meg Essais és Nouveaux essais de psychologie contemporaine (1883, 1885), Études et portaits (1888); Sociologie et littérature (1906) címeken) Ezek az írások Stendhal és Hippolyte Taine hatását tükrözték.
Közben regényeket is írt, inkább lélektani regényeket, a szerelem témakörében, (Irréparable (1884); Cruelle énigme (1885); Un crime d'amour (1886); André Cornélis és Mensonges (1887); Cœur de femme (1890); Cosmopolis (1892); La terre promise (1892); Un scrupule (1893)). Legfontosabb, a maga korában nagy vitát kiváltott regénye, A tanítvány (Le disciple, 1889), a pozitivizmus mélyreható kritikája. Későbbi könyveiben társadalmi kérdéseket feszegetett (L'Étape (1902) és L'Émigré (1907)), főleg konzervatív szemüvegen keresztül.
1884-ben hosszú időt töltött Angliában, 1894-ben a Francia Akadémia tagja lett.
Regényei és újságírói tevékenysége mellett színdarabokat is írt 1908-ban az André Curyvel írta az Un divorce című darabot, míg a másikat egyedül jegyezte: a L'Émigré c. regényéből La Barricade címmel. 1911-ben Le Tribun címmel írt színdarabot, melyet Párizsban mutattak be.
Novelláskötetei: Pastels (1889), Nouveaux pastels (1891), Drames de famille (1900), Monique (1902), L'eau profonde (1903), Un saint (1905), Les détours du cœur (1909). 
Finom megfigyelésekkel gazdag útleírásai: Outre-mer (1895) és Sensations d'Italie (1892). Műveinek gyűjteményes kiadása 1900. indult meg 
Magyar nyelven is megjelentek kötetei Tóth Béla, Zolnai Béla, Hevesi Sándor, Szenessi Emil, Cholnoky Viktor a legjelentősebb fordítói.

## Magyarul megjelent művei
- Ne ölj! 1-2. kötet. Ford.: Fái J. Béla. Bp., Pallas, 1887. 179, 132 p. (Pallas Könyvtár)
- Asszonyi szív. 1-2. kötet. Ford.: Tóth Béla. Bp., Athenaeum, 1893. 163, 184 p. (Az Athenaeum Olvasótára)
- Hazugságok. 1-3. kötet. Ford.: Tóth Béla. Bp., Athenaeum, 1893-94. 121, 137, 146 p. (Az Athenaeum Olvasótára)
- Bűnös szerelem [és három novella: Szaida, Aline, A szerelem kora]. 1-2. kötet. Ford.: Tóth Béla. Bp., Athenaeum, 1896. 148, 131 p. (Az Athenaeum Olvasótára / Jeles Elbeszélők Kincsestára)
- Végzetes idyll. 1-3. kötet. Ford.: Cserhalmi H. Irén. Bp., Athenaeum, 1896. 184, 176, 180 p. (Az Athenaeum Olvasótára)
- A kék herczegnő. 1-2. kötet. Ford.: Szomory E. Bp., Athenaeum (Az Athenaeum Olvasótára)
- Három elbeszélés [Az igazi atya – Az ellenségünk – Saida]. Ford.: Hevesi Sándor. Bp., Lampel, é. n. 69 p. (Magyar Könyvtár 33.)
- A különcz. Ford.: Stella A. 1901
- A különcz. Franczia regény; ford. Stella [Nyíry Lajos]; Europa, Bp., 1901 (A Képes Családi Lapok könyvtára)
- A köpönyeg. Magyar Géniusz, 1903. május 24 – szeptember 27.
- Velenczei éjszakák és egyéb elbeszélések [Velenczei éjszakák – Candale grófnő – Senorita Rosario]. Bp. – Bécs, Freund Frigyes kiadása, 1904. 90 p. (Modern Írók Könyvtára X.)
- Ne ölj! Regény; Magyar Hírlap, Bp., 1905
- Elcserélt szívek. Regény; ford. Cholnoky Viktor; Élet, Bp., 1905
- A vetélytársnők. (A L'eau profonde c. regény csonkított szövegű fordítása.) Ford.: n. n. Bp., Magyar Kereskedelmi Közlöny Hírlap- és Könyvkiadó Vállalata, 1907. 158 p.
- Válás. Ford.: Győri Károly. Bp., Szent István Társulat, 1908. 359 p.
- Egy karácsonyéj a rémuralom alatt. Ford.: dr. Rada István. Veszprém, Egyházmegyei Könyvnyomda, 1911
- A hazugság. Ford.: Benedek Marcell. Bp., Lampel, é. n. 83 p. (Magyar Könyvtár 827-828.)
- Szemközt a halállal. Ford.: Trugly Margit. Bp., Magyar Kultúra, 1918. 160 p.
- A tanítvány. Ford.: Zolnai Béla. Bp., Révai, 1919. 266 p. (Klasszikus Regénytár Új Sorozat)
- Pia. Úti emlék. Ford.: Farkasdfalvi Hajdú Béla. Bp., Pallas, 1921. 74 p.
- Nagyvilági dráma. Ford.: Kállay Miklós. Bp., Pantheon, 1922. 256 p.
- A vetélytársnők. Regény; Tolnai, Bp., 1923 (Tolnai regénytára)
- Paul Bourget–Gérard D'Houville–Henri Duvernois–Pierre Benoit: A négyek regénye; ford. Kállay Miklós, Kosztolányi Dezső, Lányi Viktor, Szélné Bálint Aranka; Genius, Bp., 1923 (A regényírás művészei)
- Állomásról állomásra (L'étape). Ford.: Mátrai Rudolf. Bp., Szent István Társulat, 1925. 309 p. (A Nemzeti Újság Aranykönyvtára)
- Merengő szív nem tudja hova visz útja (Cœur pensif ne sait où il va). Ford.: Kendeffy Katinka. Bp., Szent István Társulat, 1925. 180 p.
- A parkettáncos. Ford.: Rényi Artúr. Bp., Athenaeum, é. n. 153 p. (Korunk Mesterei)
- A lelkiismeret. Ford.: Dánielné Lengyel Laura. Bp., Athenaeum, 1930. 334 p. (Athenaeum Könyvtár)
- Örök ellenség; Napsugár, Bp., 1943 (Napsugár könyvek)

## Külső hivatkozások
- Thein Alfréd: PAUL BOURGET (Nyugat)